# Station Kloster Marienthal
Station Kloster Marienthal is een spoorweghalte nabij het klooster Marienthal in de plaats Hilgenroth, Rijnland-Palts, Duitsland. Het station ligt aan de spoorlijn Engers - Au.
Het is een klein station met één perron. De trein stopt alleen op verzoek. Er is geen dienst in het weekend.